# Hochzeit mit Hindernissen (1983)
Hochzeit mit Hindernissen (Originaltitel: The Man Who Wasn’t There) ist eine US-amerikanische Komödie von Bruce Malmuth aus dem Jahr 1983 mit Steve Guttenberg in der Hauptrolle.

## Handlung
Der Regierungsbürokrat Sam Cooper ist im Außenministerium tätig. Er kommt zu spät aus seinem Dienst und muss dringend zu seiner eigenen Hochzeit. Auf dem Weg dorthin wird er zunächst in einen Autounfall und anschließend in einen Mordfall verwickelt. Nachdem er endlich das Hotel erreicht hat, muss er sich umziehen. Im Hotelzimmer wartend wird er von einer unsichtbaren Person namens Riley angesprochen, welche seine Hilfe braucht. Sam sieht nur eine runde kleine Kugel und hört die Stimme. Als er gerade die Seitentür abschließen möchte, wird er von vier Schlägertypen niedergeschlagen. Die vier sind auf der Jagd nach Riley und der Kugel. Sie können dem unsichtbaren Riley im anschließenden Kampfgeschehen zwei Messer in den Rücken werfen, woraufhin dieser neben dem bewusstlosen Sam zusammenbricht und wieder sichtbar wird. Sams bester Freund und Trauzeuge Ted, seine Verlobte Amanda und weitere Hochezeitgäste versuchen indes durch die abgeschlossene Haupttür ins Zimmer zu gelangen. Den vier Schlägertypen bleibt nur die Flucht übrig und sie verlassen den Schauplatz ohne die Kugel und dem sterbenden Riley. Dieser vertraut Sam die Kugel an und bittet ihn darum, diese einem Mr. Runkelman zu bringen und die Messer aus seinem Rücken zu ziehen. Genauere Angaben kann er nicht mehr machen.
Als Sam die Messer herauszieht und in den Händen hält, ist Riley bereits tot. Ted und die anderen können dann die Zimmertür aufbrechen und sehen Sam mit den Messern. Der Tatverdacht fällt entsprechend schnell auf ihn, woraufhin er umgehend flieht und entkommt. Selbst seine Verlobte Amanda glaubt ihm nicht mehr.
Auf der Flucht wird er von Cindy, der Schwester von Amanda unterstützt. Die beiden kommen sich bei dieser Flucht näher. Als Sam die Kugel im Beisein von Cindy öffnet, befinden sich darin kleine Ampullen mit einer blauen Flüssigkeit. Aus Neugierde öffnet Sam eine Ampulle, riecht daran und tröpfelt sich einen Tropen auf seine Finger. Als Cindy ihn bereits überredet hat, sich als Unschuldiger zu stellen und das Außenministerium zu unterrichten, schluckt er beim Essen versehentlich die sich an seinen Fingern befindliche klebrige Flüssigkeit und wird vor Cindy langsam unsichtbar.
Da alle nun die geheimnisvolle Substanz besitzen wollen, beginnt eine wilde Jagd von mehreren Seiten aus, bei der sich am Ende Ted als Runkelman und seine Amanda als Strippenzieherin und Chefin der Schlägertypen entpuppen.

## Produktion
Das Projekt begann, als die Führungskräfte von Paramount sich vom Erfolg von "Und wieder ist Freitag der 13." inspirieren ließen und den Freitag-Serienproduzenten Frank Mancuso Jr. mit der Produktion eines weiteren 3D-Films beauftragte. Obwohl Paramount noch nicht einmal über ein Drehbuch oder ein Team für ein solches Projekt verfügte, kündigte es für den Sommer 1983 einen 3-D-Film ohne Titel an, dessen Produktion sehr schnell zustande kam. Das Konzept bestand darin, etwas aus der Paramount-Filmbibliothek oder ein weithin bekanntes Thema neu zu erstellen und 3D-Effekte hinzuzufügen. Nach abgelehnten Pitches, die ein 3-D-Remake von Rosemaries Baby beinhalteten, entschied sich Mancuso schließlich für eine Mischung aus "Eine ganz krumme Tour" und "Der unsichtbare Dritte" mit zusätzlichen Unsichtbarkeitselementen.

## Kritik
Der Film erhielt überwiegend negative Kritiken. Das Filmkritik-Portal Rotten Tomatoes gibt bei dem Film lediglich 14 % positive Rezensionen an und bei IMDb hat er eine Wertung von 3,8 von 10 Sternen bei 606 abgegebenen Stimmen. Das Lexikon des internationalen Films urteilt: „Schwache Agentenfilm-Parodie mit wenigen originellen Gags.“